# Shelby Simmons
Shelby Simmons (* 6. Februar 2002 in Richmond, Virginia) ist eine US-amerikanische Schauspielerin.

## Leben
Als Kind zog sie mit ihrer Familie nach Los Angeles. Seit 2017 ist Simmons als Schauspielerin tätig. Sie hatte zwei Gastauftritte in den Fernsehserien Game Shakers – Jetzt geht’s App und School of Rock.
Im Jahr 2018 bekam sie ihre erste Hauptrolle des Sydney aus der Serie Prinz von Peoria. Seit 2019 ist sie auch in der Serie Camp Kikiwaka zu sehen.

## Filmographie (Auswahl)
- 2017: Game Shakers – Jetzt geht’s App (Game Shakers, Fernsehserie, 1 Folge)
- 2018: School of Rock (Fernsehserie, 1 Folge)
- 2018–2019: Prinz von Peoria (Prince of Peoria, Fernsehserie, 18 Folgen)
- 2019: Henry Danger (Fernsehserie, 1 Folge)
- seit 2019: Camp Kikiwaka (Bunk'd, Fernsehserie)
- 2020: Stargirl: Anders ist völlig normal (Stargirl)
- 2020–2021: Zuhause bei Raven (Raven's Home, Fernsehserie, 2 Folgen)
- 2020: Selfie Dad
- 2022: Nachts im Museum – Kahmunrah kehrt zurück (Night at the Museum: Kahmunrah Rises Again, Stimme)
- 2022: Snow Day